# Genbrug (dokumentarfilm)
Genbrug er en dansk dokumentarfilm fra 1979 instrueret af Ebbe Nyvold.

## Handling
Hvorfor genbruges ikke mere?